# Danny Aiello

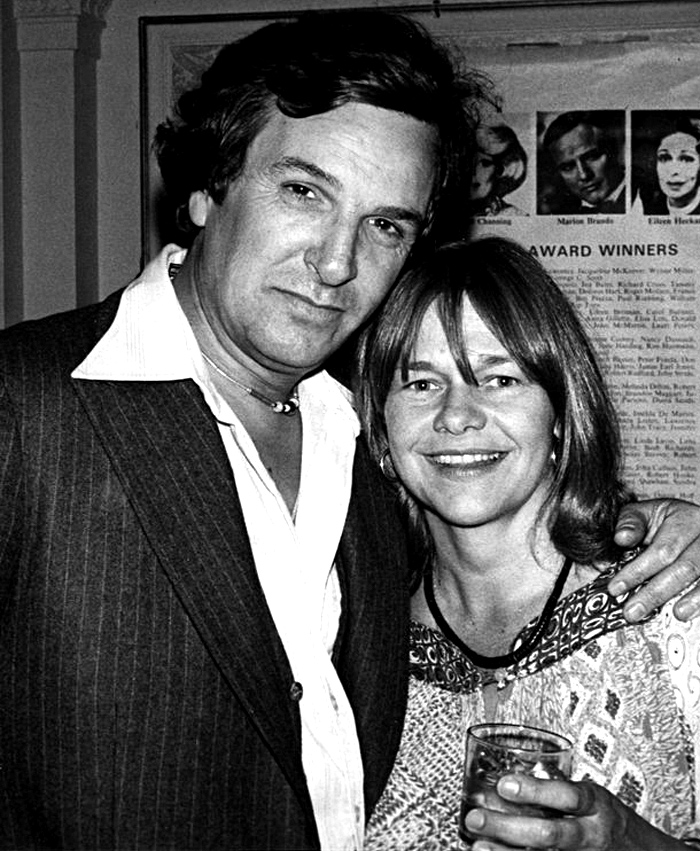
Aiello met actrice Estelle Parsons in 1977

Daniel Louis Aiello, Jr. (Brooklyn (New York), 20 juni 1933 – New Jersey, 12 december 2019) was een Amerikaanse acteur van Italiaanse afkomst. Hij speelde in verscheidene films, waaronder The Purple Rose of Cairo, Moonstruck, Do the Right Thing, Jacob's Ladder en Ruby. Ook had hij een hoofdrol in de videoclip van Madonna's "Papa Don't Preach". Voor zijn rol in Spike Lees Do the Right Thing kreeg hij een Oscarnominatie. Hoewel zijn personages vaak bot, vulgair en gewelddadig zijn, heeft Aiello ook gevoelige, vriendelijke personages met gevoel voor humor gespeeld.

## Biografie
Danny Aiello ging pas later in zijn leven werken als acteur. Om zichzelf en (later) zijn gezin te kunnen onderhouden, had hij verscheidene baantjes, waaronder een baantje bij een busdienst en als uitsmijter bij een nachtclub. Hij was al rond de veertig toen hij zijn eerste rolletjes kreeg. Zijn filmdebuut kwam in 1973 met onder andere Bang the Drum Slowly.
Aiello was daarna veelvuldig te zien in films en op televisie, maar ook op het toneel. Hij maakte mid jaren zeventig indruk in Chicago in een theaterproductie van Jason Millers That Championship Season, waarvoor hij enkele prijzen en nominaties kreeg. In 1981 kreeg hij een Daytime Emmy Award voor zijn rol in de televisiefilm A Family of Strangers. Waardering voor zijn filmwerk kwam in 1987, toen hij de verloofde van Cher speelde in Moonstruck. Twee jaar later speelde hij de pizzeriaeigenaar Sal in Spike Lees Do the Right Thing (1989). Voor deze rol werd hij genomineerd voor een Academy Award voor Beste Mannelijke Bijrol. Toch was hij vooral actief als karakteracteur. Een van zijn weinige dragende rollen was die van Jack Ruby, de moordenaar van Lee Harvey Oswald, in Ruby (1992).
Danny Aiello was tevens zanger. In 2008 bracht hij een cd uit met standards.

### Persoonlijk leven
Danny Aiello was sinds 8 januari 1955 getrouwd met Sandy Cohen. Het stel had vier kinderen, onder wie stuntman Danny Aiello III (overleden aan alvleesklierkanker in 2010).
Danny Aiello noemde zichzelf conservatief en traditioneel van aard. Hij heeft regelmatig kritiek geuit op het veelvuldig gebruik van obscene taal in films en televisieseries, en op de stereotiepe portrettering van Italianen en Italiaans-Amerikanen in bijvoorbeeld The Sopranos.

## Filmografie (selectie)
- Bang the Drum Slowly (1973)
- The Godfather: Part II (1974)
- Fort Apache, The Bronx (1981)
- Blood Feud (televisiefilm, 1983)
- Once Upon a Time in America (1984)
- The Protector (1985)
- The Purple Rose of Cairo (1985)
- Moonstruck (1987)
- Do the Right Thing (1989)
- Harlem Nights (1989)
- Jacob's Ladder (1990)
- Hudson Hawk (1991)
- Once Around (1991)
- Ruby (1992)
- Léon (1994)
- 2 Days in the Valley (1996)
- City Hall (1996)
- The Last Don (miniserie, 1997)
- Lucky Number Slevin (2006)